# Friedland (Baja Sajonia)
Friedland (pronunciación en alemán: /ˈfʁiːtˌlant/ⓘ) es un municipio situado en el distrito de Gotinga, en el estado federado de Baja Sajonia (Alemania), a una altitud de 180 metros. Su población a finales de 2016 era de unos 12 500 habitantes y su densidad poblacional, 170 hab/km².
Se encuentra ubicado junto a la frontera con los estados de Hesse y Turingia.